# 无锡县人民公私社团联合会

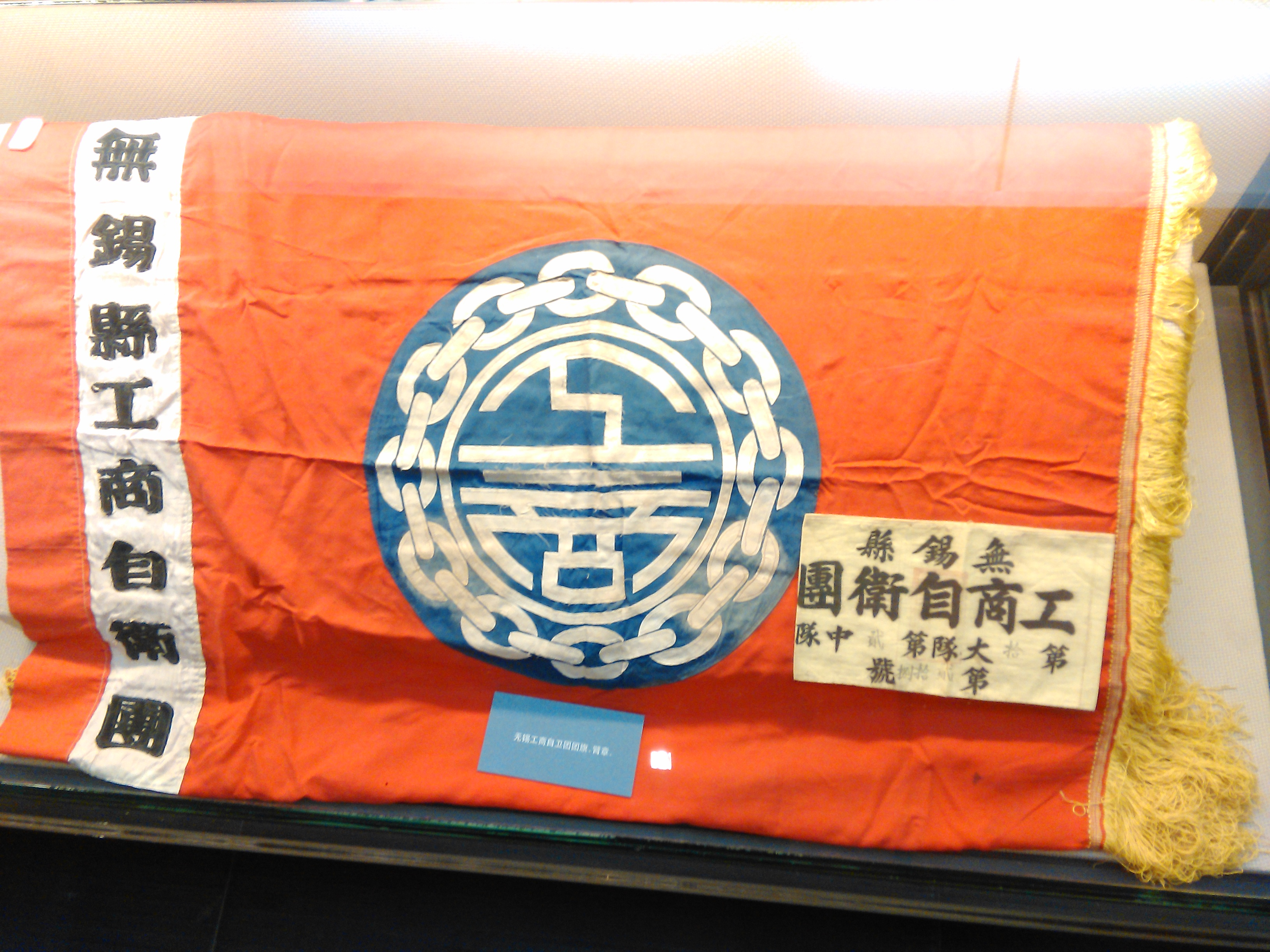
无锡博物院馆藏的无锡工商自卫团团旗、臂章

无锡县人民公私社团联合会，为1948年至1949年期间，江苏无锡的工商界成立的一个联合体。其下成立无锡工商自卫团，负责地方自治。中国人民解放军接防无锡后，无锡工商自卫团结束使命。

## 背景
1947年8月，中共中央上海局钱瑛系统派中共党员、薛明剑之女薛禹谷抵达无锡开展工作，并在高山布置下，通过薛明剑将中共政策转移给荣德生，向无锡荣氏家族进行统战工作。1948年，庆丰纱厂党员胡惠芬发展钱孙卿之子钱钟鲁进行地下工作。1949年，无锡工委书记高山接触薛明剑，并与荣德生在申新三厂组织工商自卫队。同年3月，倪明负责实施护厂计划。与此同时，华中二地委通过杨汗做钱孙卿工作。并在1949年2月17日，邀请荣德生、钱孙卿派代表钱钟汉、孙德先、袁鹤皋秘密抵达苏北解放区，并受到华中二地委顾风等人款待。几天后，陈丕显、管文蔚、杨帆、包厚昌等人在淮阴与钱钟汉商议迎接解放军进入无锡及工厂保护问题。钱钟汉返回无锡后将协议转达给荣德生等人。

## 经过

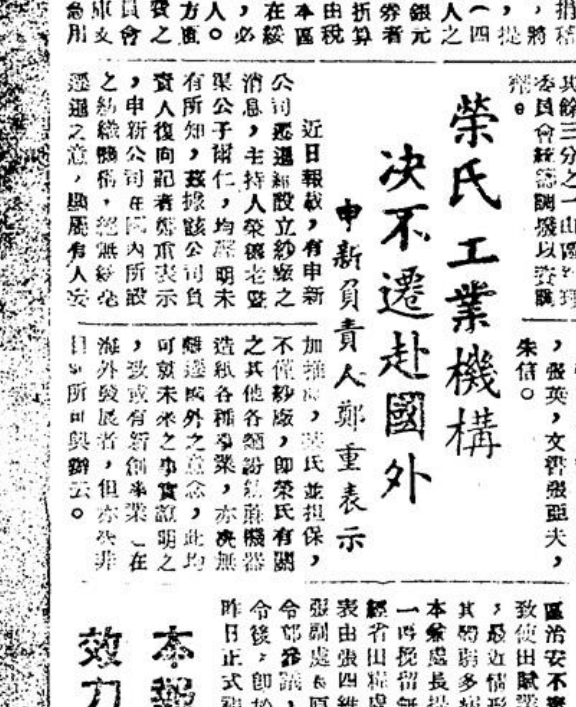
1949年3月15日，荣氏家族在无锡《人报》上刊登公告宣布其工业机构不撤往国外

1948年12月23日，钱孙卿、薛明剑、李惕平等人成立“无锡县人民公私社团联合会”（简称公私社团联合会），并决定成立工商自卫总团，并推定钱孙卿、薛明剑、李惕平为第一至第三召集人。12月29日，联合会宣告成立。1949年1月25日，公私社团联合会召开保障工厂生产安全会议，决定发起护厂运动，不停工不迁厂。1949年2月1日，无锡县工商自卫总团成立。下设11个大队，于此同时，中共地下党动员大量党员团员进入工商自卫队和护厂大队。
1949年4月20日，国共就和平谈判破裂，中国人民解放军发动渡江战役。次日，解放军攻破国军江阴防线。4月23日，国军无锡守军不战而逃，下午工商自卫队出面接防。晚上10点，萧卡率领解放军260团沿锡澄路进入无锡，由于国军已撤退，没有发生战斗；由工商自卫队带队完成接防。4月24日，包厚昌抵达无锡，给工商自卫团开会，希望继续协助地方秩序，与此同时解放军陆续完成接防工作。5月2日，包厚再次召开会议，肯定其成绩后宣布任务完成。武器由苏南军区警备团接收，至此无锡人民公私社团联合会与工商自卫团结束。